# Những kẻ trung kiên
Những kẻ trung kiên (tiếng Anh: The Divergent Series: Allegiant) là một bộ phim hành động phiêu lưu của đạo diễn Robert Schwentke với khâu kịch bản của Bill Collage, Adam Cooper và Noah Oppenheim. Phim có sự tham gia của Shailene Woodley, Theo James, Jeff Daniels, Miles Teller, Ansel Elgort, Zoë Kravitz, Maggie Q, Ray Stevenson, Bill Skarsgard, Octavia Spencer và Naomi Watts. Phim dự kiến công chiếu vào ngày 18 tháng 3 năm 2016 tại Việt Nam .

## Phân vai
- Shailene Woodley vai Beatrice "Tris" Prior
- Theo James vai Tobias "Four" Eaton
- Zoë Kravitz vai Christina
- Miles Teller vai Peter Hayes
- Ansel Elgort vai Caleb Prior
- Jeff Daniels vaiDavid[5]
- Naomi Watts vai Evelyn Johnson-Eaton
- Octavia Spencer vai Johanna Reyes
- Ray Stevenson vai Marcus Eaton
- Maggie Q vai Tori Wu
- Bill Skarsgård vai Matthew[6]
- Keiynan Lonsdale vai Uriah Pedrad
- Nadia Hilker vai Juanita "Nita"[7]

## Giải thưởng
| Giải                                       | Hạng mục                                                              | Người nhận giải                | Kết quả   | Ghi chú     |
| ------------------------------------------ | --------------------------------------------------------------------- | ------------------------------ | --------- | ----------- |
| Giải Mâm xôi vàng lần thứ 37               | Nữ diễn viên gấy thất vọng nhất                                       | Naomi Watts                    | Đề cử     |             |
| Giải Mâm xôi vàng lần thứ 37               | Nữ diễn viên gấy thất vọng nhất                                       | Shailene Woodley               | Đề cử     |             |
| Giải thưởng truyền thông Âm nhạc Hollywood | Ca khúc nhật phim hay nhất - thể loại khoa học viễn tưởng / giả tưởng | "Scars" – Tove Lo              | Đề cử     | [ 8 ] [ 9 ] |
| Giải Sự lựa chọn của Giới trẻ năm 2016     | Phim hành động được yêu thích                                         | Những kẻ trung kiên            | Đề cử     | [ 10 ]      |
| Giải Sự lựa chọn của Giới trẻ năm 2016     | Nam diễn viên phim hành động được yêu thích                           | Theo James                     | Đề cử     | [ 10 ]      |
| Giải Sự lựa chọn của Giới trẻ năm 2016     | Nữ diễn viên phim hành động được yêu thích                            | Shailene Woodley               | Đoạt giải | [ 10 ]      |
| Giải Sự lựa chọn của Giới trẻ năm 2016     | Sự thể hiện tình cảm chân thật                                        | Shailene Woodley và Theo James | Đề cử     | [ 10 ]      |
| Giải Sự lựa chọn của Giới trẻ năm 2016     | Cảnh khóa môi                                                         | Shailene Woodley và Theo James | Đề cử     | [ 10 ]      |
| Giải Sự lựa chọn của Giới trẻ năm 2016     | Cảnh diễn ấn tượng nhất                                               | Miles Teller                   | Đề cử     | [ 10 ]      |